# Holzsubmission
Eine Holzsubmission ist ein forstwirtschaftliches Verkaufsverfahren, bei dem insbesondere wertvolles Rohholz (Wertholz) an Meistbietende veräußert wird. Dies erfolgt nicht in Form einer öffentlichen Versteigerung (Auktion), sondern in Form schriftlicher Angebote. Über ein solches Verkaufsverfahren abgesetzte Ware wird als submittiertes Holz bezeichnet.

## Ablauf einer Submission
In Deutschland werden Submissionen z. B. von größeren privaten Forstbetrieben, von einigen Forstämtern und – oft forstamtsübergreifend – von den Landesforstverwaltungen ausgerichtet.
Im Vorfeld eines Submissionstermins (Meistgebotstermin) wird gewöhnlich ein Losverzeichnis an einen Kreis potentieller Kunden (v. a. Holzhändler, Sägewerke) verschickt oder veröffentlicht. Im Losverzeichnis sind die zu verkaufenden Einzelstämme und/oder bestimmte, meist nach Baumart, Güte und Abmessungen sortierte Holzmengen aufgelistet und beschrieben. Interessenten können das angebotene Holz an einem zentralen Lagerplatz (Submissionsplatz) oder an mehreren dezentralen Plätzen (Polterplätze, Holzplätze) besichtigen, wofür meist ein mehrwöchiger Zeitraum veranschlagt ist. Anschließend können sie Gebote für bestimmte Lose in einem verschlossenen Umschlag an den Submissionsausrichter bzw. einen Verkaufsbeauftragten einreichen. Die Preisvorstellungen sind dabei in der Regel in Euro pro Festmeter anzugeben. Am Submissionstag werden dann die Briefe geöffnet und im Beisein der Bieter oder öffentlich (im Beisein auch interessierter Bürger) verlesen. Nach Auswertung der Gebote erhält der jeweils Meistbietende den Zuschlag für ein Los.
Im Anschluss an eine Submission veröffentlichen zumindest staatliche Stellen regelmäßig statistisch aufbereitete Submissionsergebnisse, die u. a. zur Ermittlung von Marktpreisen dienen.